# Hydrelia quadripunctata
Hydrelia quadripunctata är en fjärilsart som beskrevs av Theophil Bienert 1871. Hydrelia quadripunctata ingår i släktet Hydrelia och familjen mätare. Inga underarter finns listade i Catalogue of Life.